# 중심대칭행렬

5×5 중심대칭행렬(방사형대칭행렬)

중심대칭행렬(Centro-symmetric matrix,방사형 대칭행렬)은  행렬의 중심축과 중심점을 기준으로 방사형으로 대칭되는 정사각 행렬이다.

## 예
{\displaystyle {\begin{pmatrix}a&b&c\\d&e&d\\c&b&a\end{pmatrix}}}
{\displaystyle {\begin{pmatrix}{\color {red}{1}}&{\color {red}{2}}&{\color {red}{3}}&{\color {red}{4}}&{\color {red}{5}}\\{\color {red}{6}}&{\color {red}{7}}&{\color {red}{8}}&{\color {red}{9}}&{\color {red}{10}}\\{\color {red}{11}}&{\color {red}{12}}&{\color {green}{13}}&12&11\\10&9&8&7&6\\5&4&3&2&1\end{pmatrix}}}
대칭 퇴플리츠행렬(Symmetric Toeplitz matrix)들은 방사형 대칭행렬(중심대칭행렬,centrosymmetric)이다.

## 성질
일반적으로 행렬의 대각선이라함은 왼쪽 위에서 오른쪽 아래로 내려오는 사선을
{\displaystyle \left(\;{\Bigg \backslash }\;\right)}
그리고 이와는 반대로  왼쪽 아래에서 오른쪽 위로 올라가는 정반대의 사선을 반대각선이라고 예약해본다면
{\displaystyle \left(\;{\Bigg /}\;\right)}
이처럼 대각선과 반대각선을 갖는 행렬의 구조적 성질은  이들이 교차하는 중심점과 이들이 대칭되는 중심축을 예상할 수 있는 정보를 가지고 있다.

## 같이 보기
- 한켈 행렬
- 이중대칭행렬
- 힐베르트 행렬
- 반대각 대칭행렬